# نيريا (فلم)
نيريا (بالإنجليزية: Neria)، هُو فيلم دراما وكوميديا زيمبابوي صدر سنة 1991. الفيلم من إخراج غودوين ماوورو، بينما كتبت لويز ريبر نص السيناريو بناء على قصة للروائية تسيتسي دانغاريمبغا. الفيلم من بطولة جيسيسي مونغوشي في دور نيريا.
يعرض الفيلم تفاصيل مُعاناة امرأة زيمبابوية (نيريا) تعيش في ضواحي العاصمة هراري، بعد أن تُوفي زوجها في حادثة. يستغل الأخ الأكبر للزوج وفاة أخيه ليستولي على الميراث ويستغله لصاحبه، وذلك على حساب نيريا وطفليها الاثنين. غنى Oliver Mtukudzi الأغنية الرئيسية للفيلم.

## طاقم التمثيل
- أنثوني شينيانغا في دور السيد شيغوانزي.
- Dominic Kanaventi في دور فينياس.
- كلود ماريدزا في دور السيد ماشاشا.
- إيمانويل مبريرمي في دور باتريك.
- جيسيسي مونغوشي في دور نيريا.
- فيوليت ندلوفو في دور أمبويا.
- شارون مالوجلو في دور السائحة الكندية.
- Oliver Mtukudzi في دور جيترو.
- Kubi Indi في دور كوني.

## وصلات خارجية
- مقالات تستعمل روابط فنية بلا صلة مع ويكي بيانات